# Dayot Upamecano
Dayotchanculle Oswald Upamecano (født 27. oktober 1998) er en fransk professionel fodboldspiller, som spiller for Bundesliga-klubben Bayern München og Frankrigs landshold.

## Klubkarriere

### Red Bull Salzburg og FC Liefering
Upamecano havde som ungdomsspiller tiltrukket sig meget opmærksomhed før han overhovedet havde lavet sin professionelle debut, og skiftede i sommeren 2015 til Red Bull Salzburg. Han startede med at spille for Salzburgs feederklub, FC Liefering, som spiller i den næstbedste østrigske række, 2. Liga. Han fik sin professionelle debut med Liefering den 31. juli 2015.
Han fik sin debut for Salzburg førsteholdet den 19. marts 2016 i en kamp imod Mattersburg. Han blev fra det tidspunkt etableret som en fast del af mandskabet.

### RB Leipzig
Upamecano skiftede i januar 2017 til RB Leipzig. Han blev nomineret til Golden Boy-prisen i 2018.

### Bayern München
I februar 2021 blev det annonceret at Upamecano ville skifte til Bayern München, efter at Bayern havde betalt hans frikøbsklausul. Skiftet fandt officielt sted den 1. juli 2021.

## Landsholdskarriere

### Ungdomslandshold
Upamecano har repræsenteret Frankrig på flere ungdomsniveauer. Han var del af Frankrigs U/17-hold som vandt U/17-EM i 2015.

### Seniorlandshold
Upamecano fik sin debut for landsholdet den 5. september 2020.

## Titler
Bayern München
- Bundesliga: 2 (2021-22, 2022-23)
- DFL-Supercup: 2 (2021, 2022)

Frankrig U/17
- U/17 Europamesterskabet: 1 (2015)

Frankrig
- UEFA Nations League: 1 (2020-21)

Individuelle
- U/17 Europamesterskabet Turneringens hold: 1 (2015)
- UEFA Champions League Sæsonens hold: 1 (2019-20)
- VDV Bundesliga Sæsonens hold: 2 (2020-21, 2022-23)